# 倉橋武幸
倉橋 武幸 （くらはし たけゆき、寛文10年（1670年） - 元禄16年2月4日（1703年3月20日））は、江戸時代前期の武士。赤穂浪士四十七士の一人。通称は伝助（でんすけ）。

## 生涯
寛文10年（1670年）、赤穂藩浅野家家臣の倉橋武助の子として生まれる。母は幕臣大平弥五郎兵衛の伯母。
延宝4年（1676年）、7歳のときに父が死去したため家督を継いだ。赤穂藩では中小姓（15両3人扶持）として仕えた。元禄7年（1694年）の備中松山城受取にも従軍し、そのまま一年半にわたって松山に残留している。受け取りの様子で大石については「人々あれが赤穂の家老ぞと云ひて女共まで嘲笑す」と悪口が記されているが、倉橋の記述はない。
元禄14年（1701年）3月14日、主君・浅野長矩が吉良義央に殿中刃傷に及んだ際には、倉橋は長矩の参勤交代のお供をしていたため江戸に居た。同い年でもある堀部武庸に同調して江戸急進派の一人となって大石とよく衝突した。元禄15年（1702年）6月には浅草茶屋にて杉野次房・武林隆重・前原宗房・不破正種・勝田武尭らと同盟の誓約をする。8月以降は本所林町の堀部武庸の借家に移り、十左衛門と変名した。
吉良邸討ち入りの際には裏門隊に属した。武林隆重が吉良義央を斬殺し、一同がその首をあげたあとは長府藩毛利家に預けられた。赤穂義士たちは罪人扱いで、収容小屋の窓や戸には板を打ち付けられ、昼夜交代で複数の番人が見張るなど厳しい対応を受けた。
元禄16年（1703年）2月4日に毛利家家臣江良清吉の介錯で切腹した。享年34。主君浅野長矩と同じ高輪泉岳寺に葬られた。法名は刃鍛錬剣信士。

## 脚色・創作
- 元は床屋で刃物の扱いが上手く、浅野家に足軽奉公に来たとされる[3]。主家改易後の江戸潜伏中に、後家のお蘭に惚れられ男妾（囲われ者、ひも）となった。後家の執拗なお色気攻撃に根を上げる[4]。
- 倉橋伝助は討ち入りの引き上げで、深夜にもかかわらず酒屋に勝手に入り「酒を出せ」と脅した。主人は恐れ戦き、無理やり酒を出させられた。義士たちは店の前に酒樽を運び出し、大高子葉（源五）らが中心になり午前六時まで騒いだ[5][6]。

（『ちくま味噌』現当主・竹口作兵衞は「当時の店主は、赤穂義士に脅されて仕方なく、酒や料理を出したのである」と述べている。実際の義士一行は上杉家や津軽家の追撃を警戒し、飲食せずに泉岳寺に急いでいる。一行が粥をたくさん食べたのは泉岳寺においてである。）